# Qatar Ladies Open 2018 - Qualificazioni singolare
Le qualificazioni del singolare femminile del Qatar Ladies Open 2018 sono state un torneo di tennis preliminare per accedere alla fase finale della manifestazione. Le vincitrici dell'ultimo turno sono entrate di diritto nel tabellone principale. In caso di ritiro di una o più giocatrici aventi diritto, a queste sono subentrate le lucky loser, ossia le giocatrici che avevano perso nell'ultimo turno ma che avevano una classifica più alta rispetto alle altre partecipanti che avevano comunque perso nel turno finale.

## Teste di serie
1. Catherine Bellis (qualificata)
2. Naomi Ōsaka (qualificata)
3. Markéta Vondroušová (qualificata)
4. Hsieh Su-wei (primo turno)
5. Christina McHale (ultimo turno)
6. Kateryna Bondarenko (qualificata)
7. Ekaterina Aleksandrova (ultimo turno, ritirata)
8. Monica Niculescu (qualificata)

1. Francesca Schiavone (primo turno)
2. Océane Dodin (primo turno)
3. Duan Yingying (qualificata)
4. Andrea Petković (ultimo turno)
5. Sara Sorribes Tormo (ultimo turno)
6. Bernarda Pera (qualificata)
7. Jana Fett (primo turno)
8. Danka Kovinić (ultimo turno)

## Qualificate
1. Catherine Bellis
2. Naomi Ōsaka
3. Markéta Vondroušová
4. Duan Yingying

1. Bernarda Pera
2. Kateryna Bondarenko
3. Anna Blinkova
4. Monica Niculescu

## Tabellone

### Legenda
| - Q = Qualificato - WC = Wild card - LL = Lucky loser | - ALT = Alternate - SE = Special Exempt - PR = Protected Ranking | - w/o = Walkover - r = Ritirato - d = Squalificato |

### Sezione 1
|  | Primo turno | Primo turno         | Primo turno         | Primo turno | Primo turno |  |  | Ultimo turno | Ultimo turno     | Ultimo turno     | Ultimo turno | Ultimo turno |  |
|  |             |                     |                     |             |             |  |  |              |                  |                  |              |              |  |
|  | 1           | Catherine Bellis    | Catherine Bellis    | 6           | 6           |  |  |              |                  |                  |              |              |  |
|  | WC          | Mubaraka Al-Naimi   | Mubaraka Al-Naimi   | 0           | 0           |  |  | 1            | Catherine Bellis | Catherine Bellis | 6            | 6            |  |
|  |             | Sof'ja Žuk          | Sof'ja Žuk          | 6           | 6           |  |  |              | Sof'ja Žuk       | Sof'ja Žuk       | 1            | 3            |  |
|  | 9           | Francesca Schiavone | Francesca Schiavone | 3           | 2           |  |  |              |                  |                  |              |              |  |

### Sezione 2
|  | Primo turno | Primo turno      | Primo turno | Primo turno | Primo turno |  |  | Ultimo turno | Ultimo turno  | Ultimo turno  | Ultimo turno | Ultimo turno |  |
|  |             |                  |             |             |             |  |  |              |               |               |              |              |  |
|  | 2           | Naomi Ōsaka      | Naomi Ōsaka | 6           | 6           |  |  |              |               |               |              |              |  |
|  |             | Lu Jingjing      | Lu Jingjing | 3           | 4           |  |  | 2            | Naomi Ōsaka   | Naomi Ōsaka   | 6            | 6            |  |
|  |             | Michaela Hončová | 4           | 7           | 1           |  |  | 16           | Danka Kovinić | Danka Kovinić | 3            | 1            |  |
|  | 16          | Danka Kovinić    | 6           | 5           | 6           |  |  |              |               |               |              |              |  |

### Sezione 3
|  | Primo turno | Primo turno         | Primo turno         | Primo turno | Primo turno |  |  | Ultimo turno | Ultimo turno        | Ultimo turno        | Ultimo turno | Ultimo turno |  |
|  |             |                     |                     |             |             |  |  |              |                     |                     |              |              |  |
|  | 3           | Markéta Vondroušová | Markéta Vondroušová | 6           | 6           |  |  |              |                     |                     |              |              |  |
|  | WC          | Sabine Lisicki      | Sabine Lisicki      | 1           | 3           |  |  | 3            | Markéta Vondroušová | Markéta Vondroušová | 6            | 6            |  |
|  | PR          | Kristína Kučová     | Kristína Kučová     | 6           | 6           |  |  | PR           | Kristína Kučová     | Kristína Kučová     | 1            | 2            |  |
|  | 10          | Océane Dodin        | Océane Dodin        | 4           | 1           |  |  |              |                     |                     |              |              |  |

### Sezione 4
|  | Primo turno | Primo turno        | Primo turno        | Primo turno | Primo turno |  |  | Ultimo turno | Ultimo turno   | Ultimo turno | Ultimo turno | Ultimo turno |  |
|  |             |                    |                    |             |             |  |  |              |                |              |              |              |  |
|  | 4           | Hsieh Su-wei       | Hsieh Su-wei       | 4           | 4           |  |  |              |                |              |              |              |  |
|  |             | Vera Zvonarëva     | Vera Zvonarëva     | 6           | 6           |  |  |              | Vera Zvonarëva | 67           | 7            | 3            |  |
|  |             | Barbora Krejčíková | Barbora Krejčíková | 63          | 4           |  |  | 11           | Duan Yingying  | 7            | 65           | 6            |  |
|  | 11          | Duan Yingying      | Duan Yingying      | 7           | 6           |  |  |              |                |              |              |              |  |

### Sezione 5
|  | Primo turno | Primo turno          | Primo turno          | Primo turno | Primo turno |  |  | Ultimo turno | Ultimo turno     | Ultimo turno     | Ultimo turno | Ultimo turno |  |
|  |             |                      |                      |             |             |  |  |              |                  |                  |              |              |  |
|  | 5           | Christina McHale     | Christina McHale     | 6           | 6           |  |  |              |                  |                  |              |              |  |
|  | WC          | Anastasiya Vasylyeva | Anastasiya Vasylyeva | 3           | 0           |  |  | 5            | Christina McHale | Christina McHale | 3            | 0            |  |
|  |             | Tereza Martincová    | Tereza Martincová    | 2           | 4           |  |  | 14           | Bernarda Pera    | Bernarda Pera    | 6            | 6            |  |
|  | 14          | Bernarda Pera        | Bernarda Pera        | 6           | 6           |  |  |              |                  |                  |              |              |  |

### Sezione 6
|  | Primo turno | Primo turno         | Primo turno | Primo turno | Primo turno |  |  | Ultimo turno | Ultimo turno        | Ultimo turno        | Ultimo turno | Ultimo turno |  |
|  |             |                     |             |             |             |  |  |              |                     |                     |              |              |  |
|  | 6           | Kateryna Bondarenko | 6           | 4           | 6           |  |  |              |                     |                     |              |              |  |
|  |             | Sesil Karatančeva   | 3           | 6           | 3           |  |  | 6            | Kateryna Bondarenko | Kateryna Bondarenko | 6            | 6            |  |
|  |             | Naomi Broady        | 4           | 7           | 5           |  |  | 13           | Sara Sorribes Tormo | Sara Sorribes Tormo | 4            | 3            |  |
|  | 13          | Sara Sorribes Tormo | 6           | 6(1)        | 7           |  |  |              |                     |                     |              |              |  |

### Sezione 7
|  | Primo turno | Primo turno            | Primo turno            | Primo turno | Primo turno |  |  | Ultimo turno | Ultimo turno           | Ultimo turno | Ultimo turno | Ultimo turno |  |
|  |             |                        |                        |             |             |  |  |              |                        |              |              |              |  |
|  | 7           | Ekaterina Aleksandrova | Ekaterina Aleksandrova | 6           | 7           |  |  |              |                        |              |              |              |  |
|  |             | Arina Rodionova        | Arina Rodionova        | 4           | 5           |  |  | 7            | Ekaterina Aleksandrova | 2            | 2            | r            |  |
|  |             | Anna Blinkova          | Anna Blinkova          | 6           | 6           |  |  |              | Anna Blinkova          | 6            | 4            |              |  |
|  | 15          | Jana Fett              | Jana Fett              | 1           | 1           |  |  |              |                        |              |              |              |  |

### Sezione 8
|  | Primo turno | Primo turno      | Primo turno      | Primo turno | Primo turno |  |  | Ultimo turno | Ultimo turno     | Ultimo turno     | Ultimo turno | Ultimo turno |  |
|  |             |                  |                  |             |             |  |  |              |                  |                  |              |              |  |
|  | 8           | Monica Niculescu | Monica Niculescu | 6           | 6           |  |  |              |                  |                  |              |              |  |
|  |             | Risa Ozaki       | Risa Ozaki       | 1           | 0           |  |  | 8            | Monica Niculescu | Monica Niculescu | 6            | 6            |  |
|  |             | Han Xinyun       | Han Xinyun       | 3           | 1           |  |  | 12           | Andrea Petković  | Andrea Petković  | 4            | 1            |  |
|  | 12          | Andrea Petković  | Andrea Petković  | 6           | 6           |  |  |              |                  |                  |              |              |  |